# Galanga
La galanga és una planta amb flor que pertany a la família de les zingiberàcies (en llatí, Zingiberaceae). El seu nom científic complet és: Alpinia officinarum però també en trobem els sinònims taxonòmics: officinarum (Hance) Farw, o bé a la Alpini Galanga Willd.
Etimològicament parlant, Júlunyán, jawlanyán o júlanyán són noms derivats del persa jawalinyán, nom del rizoma de la galanga. La denominació persa sembla derivar del sànscrit kulañya, o del xinès kaolian-kian.

## Ecologia i distribució
És originària de l'Àsia sud-oriental, probablement Xina meridional; ara es cultiva a Indoxina, Tailàndia, Malàisia i Indonèsia.

## Descripció botànica
Quant a la forma vital de Raunjaer, és un nanofaneròfit, ja que és un arbust i té les gemmes persistents situades a menys de 2m d'altura.

### Port i dimensions
És perenne i sempre verda. La seva alçada habitual osci·la entre 1,5 i 3 metres.

### Òrgans vegetatius
La seva rel és irregular, allargada i carnosa. Té ramificacions tuberculoses, obtuses, escumoses i nudoses. El seu parènquima cortical conté cèl·lules disseminades que secreten terpens.
Sobre aquest rizoma creixen talls aeris:
1. Uns són estèrils i tenen fulles alternes, glabres, lanceolades i acuminades. El seu pecíol és enveinador i tenen una lígula (característica de la família de les Zingiberàcies).
2. Els altres talls són fèrtils. Són àfils, proveïts d'escames glabres, envainandes, encaixades les unes amb les altres.

### Òrgans reproductors

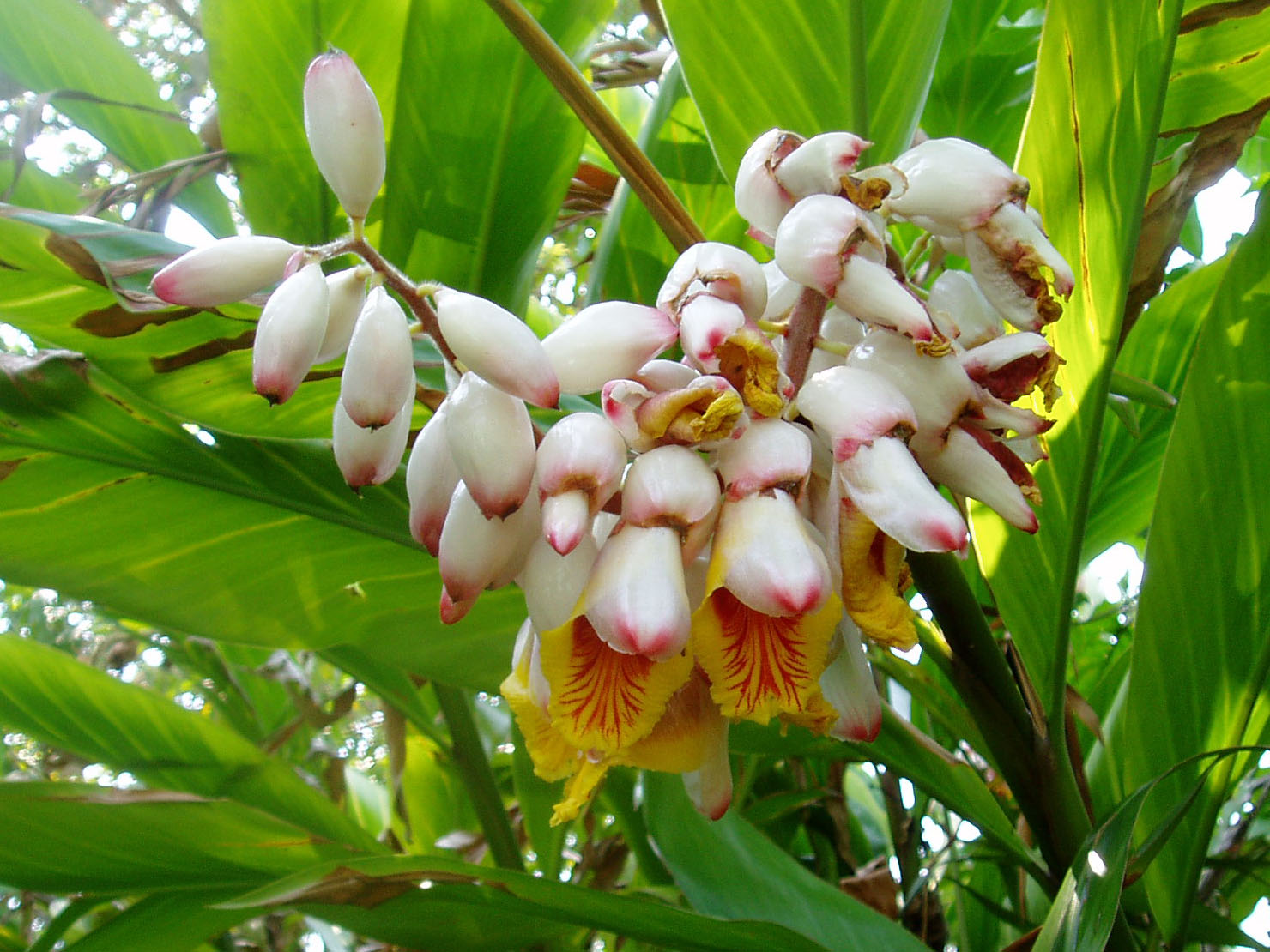
Inflorescència

Aquests talls acaben en una inflorescència ovoide composta per bràctees imbricades (de 2 a 3cm de llarg per 10 a 15 mm d'ample). Aquestes són de color verd pàl·lid o grogues rivetejades de groc ataronjat. A la seva axil·la neixen flors grogues-verdoses i irregulars (flors zigomorfes).
- El calze està format per 3 sèpals units (calze gamosèpal), acabats en tres dents molt curts.
- La corol·la és dues vegades més llarga que el calze. Està formada per dos pètals soldats a la base lliures en la cima. Els 3 lòbuls són lanceolats, aguts i de la mateixa mida.
- L'androceu està format per varis estamps dels quals sols un és fèrtil.
- L'ovari és ínfer, trilocular i glabre.

### Multiplicació i creixement
La fecundació no té interès pràctic, ja que la multiplicació es fa per esqueix de la rel i, a més, no presenta fruit.

## Farmacologia

### Part utilitzada (droga)
S'usa el rizoma que és semblant al del gingebre. Està format de subunitats cilíndriques, la superfície és d'un vermellós pàl·lid que és típicament ratllat en creu per anells petits i d'un color cafè vermellós. L'interior té un color similar al de la pell i la seva textura és dura i llenyosa.

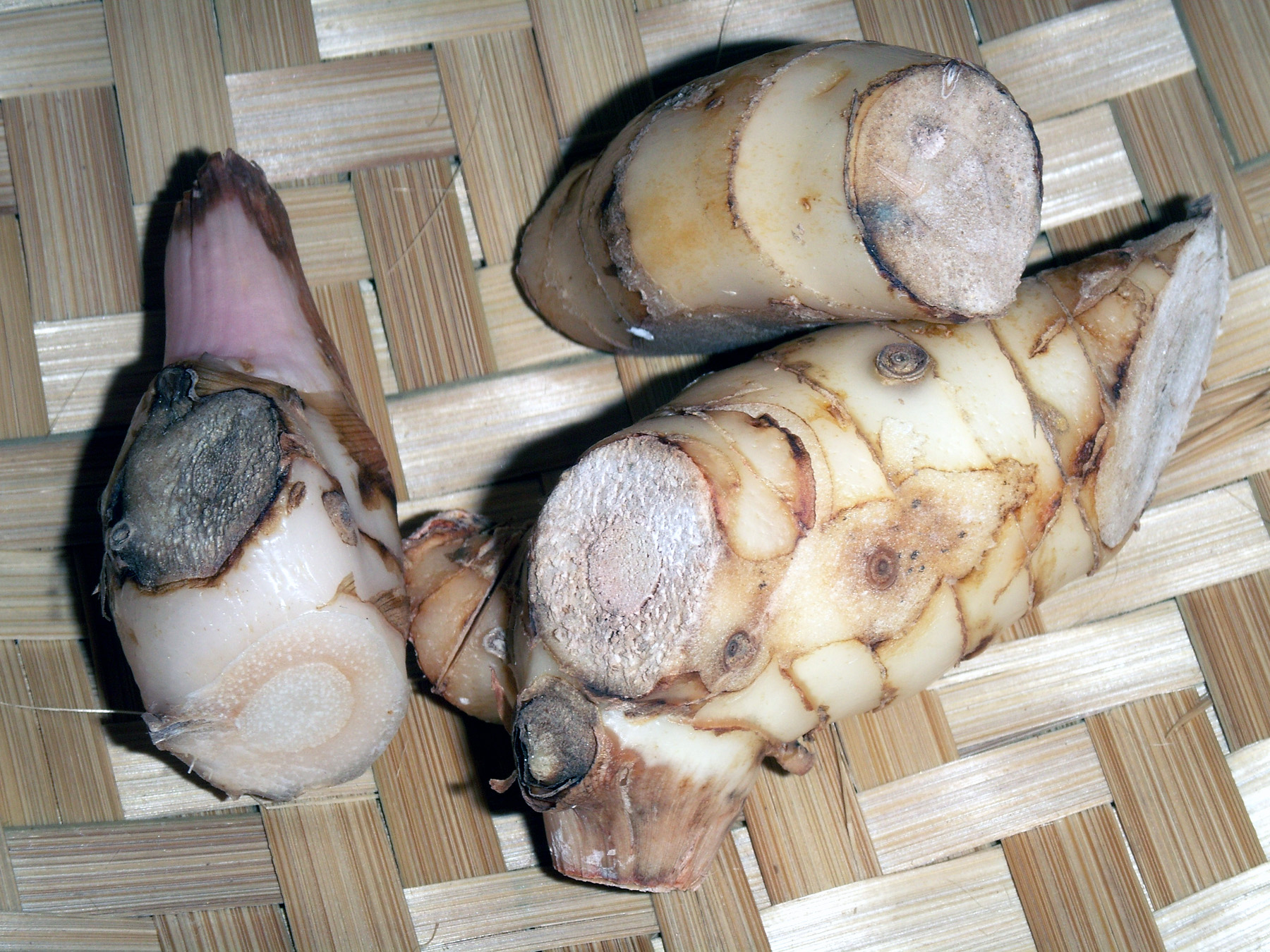
Rizoma.

Encara que les fulles de la galanga són aromàtiques, no s'utilitzen gaire sovint per condimentar. El mateix passa amb les llavors, que es podrien utilitzar, per exemple, en lloc del cardamom.

### Composició química
Oli essencial (0,6-1%): pinè, cineol, eugenol, sesquiterpens, metilcanferol.
Fenilalquilcetones: gingeroles (substàncies picants).
Compostos flavonoics: galangina, alpinina. Resina. Tanins.
El rizoma conté oli essencial fins a 1,5% (1,8 cineol, a-pinè, eugenol, alcanfor, metilcinamat i sesquiterpens). La Galanga seca, l'oli essencial té una composició quantitativa diferent a la fresca. Mentre que l'a-pinè, 1,8-cineol, l'a-bergamoteno, el trans-ß-farnesè i el ß-bisabolè semblen contribuir al gust de la Galanga fresca, el rizoma sec mostra menor varietat en components d'aroma (cineol i farnesè, sobretot).

### Usos medicinals
S'utilitza en inapetència, dispèpsies hiposecretores, flatulència. Astènia, convalescència.
Popularment usat també en: dismenorrea, prevenció de vòmits i marejos i, com a mastegadors, contra les odontàlgies.

### Accions farmacològiques/propietats
Aperitiva-estomáquica, eupéptica, carminativa, antiemètica (accions similars a les del gingebre). Espasmolítica, antiinflamatoria, tònic general.

### Toxicitat
S'ha de tenir en compte el contingut alcohòlic de l'extracte fluid i de la tintura.
No s'ha de prescriure formes de dosificació amb contingut alcohòlic per administració oral a nens menors de dos anys ni a consultants en procés de deshabituació etílica.

## Observacions

### Formes galèniques / posologia
- Infusió 3%, una tassa mitja hora abans dels àpats.
- Extracte fluid (1:1): 10 a 20 gotes, abans de cada àpat.
- Tintura (1:10): 20 a 40 gotes, abans de cada àpat.

### Història
La droga s'ha conegut a Europa durant més de 7 segles del seu origen botànic, ja que va ser reconeguda el 1870, quan es van examinar mostres que s'havien trobat a prop de Tung-sai, a l'extrem sud de la Xina, i més tard, a l'illa de Hainan, just davant.